# Kanton Caudebec-lès-Elbeuf
Kanton Caudebec-lès-Elbeuf is een kanton van het Franse departement Seine-Maritime. Het kanton maakt deel uit van het arrondissement Rouen. Het heeft een oppervlakte van 38,75 km². Het telde 36 064 inwoners in 2017, dat is een dichtheid van 931 inwoners/km². 

## Gemeenten
Het kanton Caudebec-lès-Elbeuf omvatte tot 2014 de volgende 6 gemeenten:
- Caudebec-lès-Elbeuf (hoofdplaats)
- Cléon
- Freneuse
- Saint-Pierre-lès-Elbeuf
- Sotteville-sous-le-Val
- Tourville-la-Rivière

Bij de herindeling van de kantons door het  decreet van 27 februari 2014, met uitwerking op 22 maart 2015, werd daar de gemeente:
- Saint-Aubin-lès-Elbeuf

aan toegevoegd.